# 横山作次郎

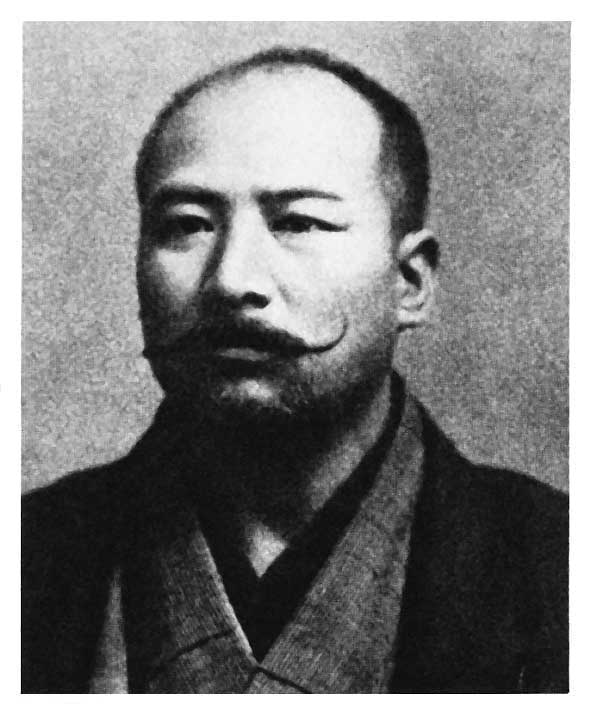
横山作次郎

横山 作次郎（よこやま さくじろう、1864年（元治元年）- 1912年（大正元年）9月23日）は、江戸出身の講道館創成期の柔道家。身長173センチメートル（5尺6寸）、体重86キログラム（23貫）。段位は八段（没後追贈）で、通称鬼横山。富田常次郎、西郷四郎、山下義韶と共に講道館四天王と称された。また、三船久蔵や前田光世の師匠としても知られる。得意技は回込み払腰、俵返、横捨身で、また、自らが編み出した天狗投という技の使い手でもある。技については文献が無く、正体不明となっていて、天神真楊流の天狗勝が正体とも言われている。

## 年譜
- 1864年（元治元年）、江戸の鷺宮で生まれる。
- 井上敬太郎（道場は湯島天神下）に天神真楊流を学び、他に起倒流を修行していた。兄弟子に三上富治（後、山形県警の師範となる。京都武徳殿で磯貝一、永岡秀一に勝ったこともある。また大東流合気柔術の武田惣角の弟子となった。）がいる。
- 1886年（明治19年）、23歳、4月に嘉納治五郎の講道館に入門。5月初段、9月二段。10月向ヶ丘弥生社警視庁武術大会で、1883年（明治16年）に初代警視庁柔術世話掛4人のうちの1人であった良移心当流柔術の中村半助（弘化2年11月16日（1845年（弘化2年） - 1897年（明治30年）で当時41歳）と55分試合し、三島通庸警視総監の裁定により引き分けとなる。
- 1887年（明治20年）、1月三段、同年警視庁柔術世話掛となる。
- 1888年（明治21年）、3月四段。
- このころ、警視庁柔術世話掛となった竹内流柔術の金谷仙十郎（養子前名は片岡仙十郎　1890年（明治23年）上京）と数十分試合をするが引き分けとなったことが有名となる[3]。
- 1893年（明治26年）、1月五段。
- 1896年（明治29年）、東京高等師範学校で柔道を教授。成績により級を決めた。
- 1898年（明治31年）、1月六段。
- 1904年（明治37年）、10月七段。
- 1908年（明治41年）、『柔道教範』出版。
- 1912年（大正元年）9月23日没。享年49歳。墓は東京都北区田端の大龍寺わきの墓地にある。

## モデルとしたフィクション
小説
- 姿三四郎 - 富田常雄の小説ならび、それを原作とする映像作品

横山をモデルにした壇義麿が登場する
映画
- 柔道一代 - 横山をモデルにした横川次郎作が登場する（演：曽根晴美）

ドラマ
- 柔道一代 (テレビドラマ) （1962年 - 1964年、TBS） - 横山をモデルにした横川耕次郎が登場する（演：友田輝）